# Jan Potocki
Graaf Jan Potocki (Pskov, 8 maart 1761 - Oeladovka (gouvernement Podolië),  20 november 1815) was een Pools-Russische schrijver die in het Frans publiceerde. Hij schreef vooral verhandelingen over de landen die hij op zijn reizen bezocht, maar is het bekendst geworden met zijn enige roman, Manuscrit trouvé à Saragosse (Manuscript gevonden te Zaragoza).

## Leven
Potocki volgde middelbaar onderwijs in Genève en Lausanne. Aanvankelijk interesseerde hij zich vooral voor wiskunde en natuurwetenschappen, maar al gauw concentreerde hij zich op de geschiedenis. In 1779 nam hij in dienst van de Orde van Malta deel aan militaire acties tegen Noord-Afrikaanse piraten.
In 1805 nam hij deel aan de Russische diplomatieke missie naar het hof van de Chinese keizer.
Vanaf 1812 leefde hij teruggetrokken op het voorvaderlijk kasteel van Oeladovka en viel hij ten prooi aan aanvallen van depressie. In 1815 pleegde hij thuis zelfmoord met een pistool.

## Manuscript gevonden te Zaragoza
Potocki begon aan zijn roman Manuscript gevonden te Zaragoza in 1790 en bleef eraan werken tot in 1814. Tijdens zijn leven werd nooit een integrale versie gepubliceerd; in 1805 verscheen een uittreksel (de eerste tien dagen) te Sint-Petersburg. In 1813 verscheen een tweede fragment in Parijs. Na zijn dood, in 1847, verscheen een Poolse vertaling van het hele werk. Grote delen van de originele Franse tekst werden lange tijd verloren gewaand, maar de Franse versie die François Rosset en Dominique Triaire in 2006 in Leuven publiceerden wordt als volledig beschouwd en is uitsluitend gebaseerd op handschriften.
In 1965 verscheen Manuscript gevonden te Zaragoza, een verfilming van de roman door Wojciech Has.

## Reisverhandelingen
- Voyage en Turquie et en Egypte (1788)[3]
- Voyage dans l'Empire de Maroc (1792)
- Histoire Primitive des Peuples de la Russie avec une Exposition complète de Toutes les Nations, locales, nationales et traditionnelles, nécessaires a l'Intelligence du quatrième livre d'Hérodote (Sint-Petersburg, Keizerlijke Academie voor Wetenschappen, 1802)
- Voyage dans les steppes d'Astrakhan et du Caucase (Parijs, 1829)

- Biblioteca Nacional de España: XX898059
- Bibliothèque nationale de France: cb11920407s (data)
- Catàleg d'autoritats de noms i títols de Catalunya: 981058528996506706
- CiNii: DA00334593
- Gemeinsame Normdatei: 118793039
- International Standard Name Identifier: 0000 0001 2095 6008
- Library of Congress Control Number: n83147395
- Nationale Bibliotheek van Letland: 000144870
- Bibliotheek van het Japanse parlement: 00453189
- Nationale Bibliotheek van Tsjechië: kup19950000078927
- Nationale bibliotheek van Australië: 35429969
- Nationale Bibliotheek van Israël: 987007266784005171
- Nationale en Universitaire bibliotheek Zagreb: 000011503
- Nederlandse Thesaurus van Auteursnamen: 068655053
- Réseau des bibliothèques de Suisse occidentale: 02-A000132498
- Istituto Centrale per il Catalogo Unico: CFIV112341
- LIBRIS: 196648
- SNAC: w6pn9zjr
- Système universitaire de documentation: 027080420
- Trove: 949918
- Virtual International Authority File: 12313908
- WorldCat: E39PBJvXjcT3JMPwtHQqFbpHG3